# Гай Кокцей Балб
Гай Кокцей Балб (на латински: Gaius Cocceius Balbus) e политик на късната Римска република през 1 век пр.н.е.
През 39 пр.н.е. е избран за суфектконсул заедно с Публий Алфен Вар.